# 烏雷格湖

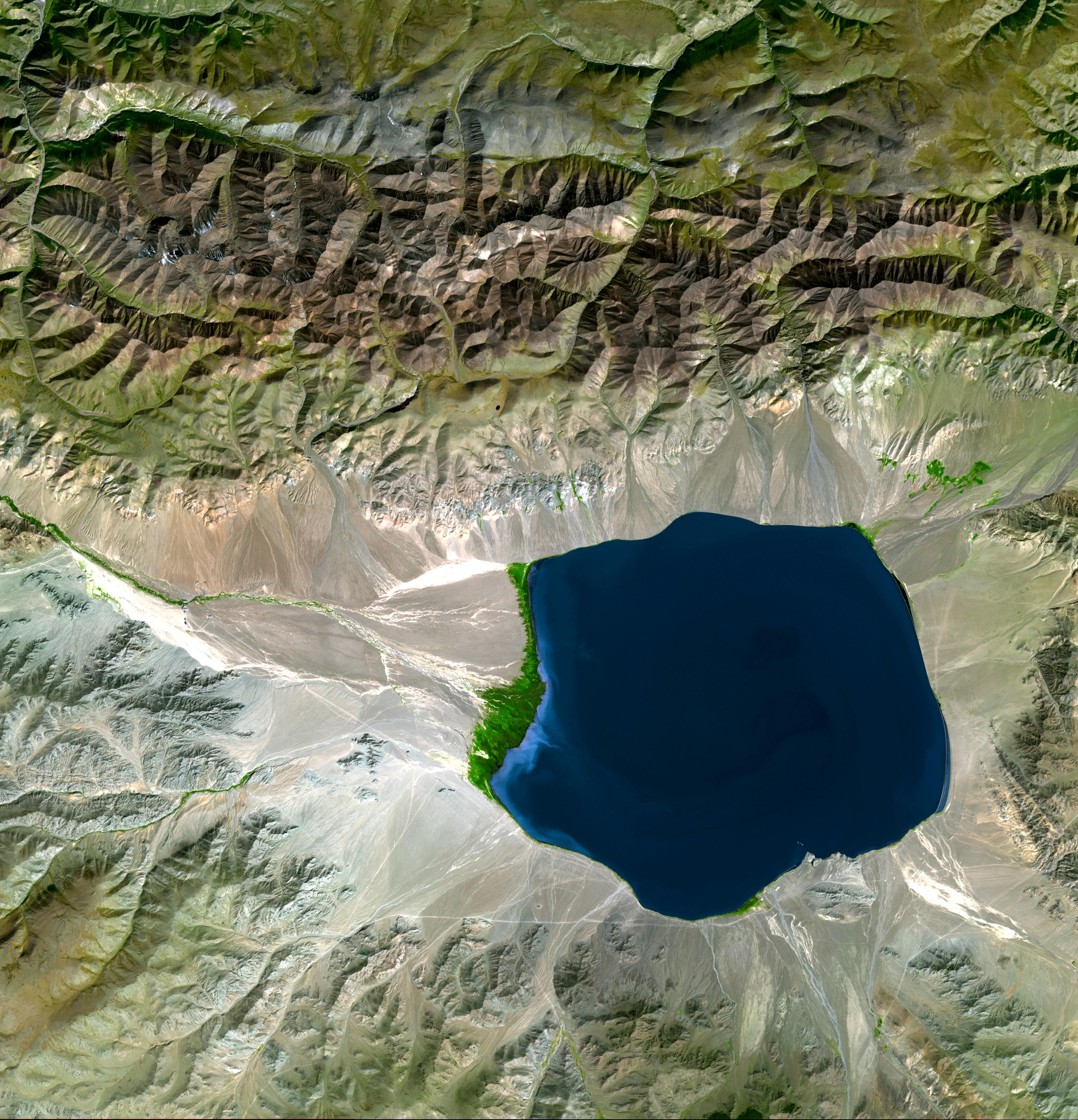

烏雷格湖是蒙古的湖泊，位於該國西部阿爾泰山脈東北部，長20公里、寬18公里，面積239平方公里，海拔高度1,425米，平均水深26.9米，最大水水深42米，蓄水量6.42立方公里。
```

```